# タチナタマメ

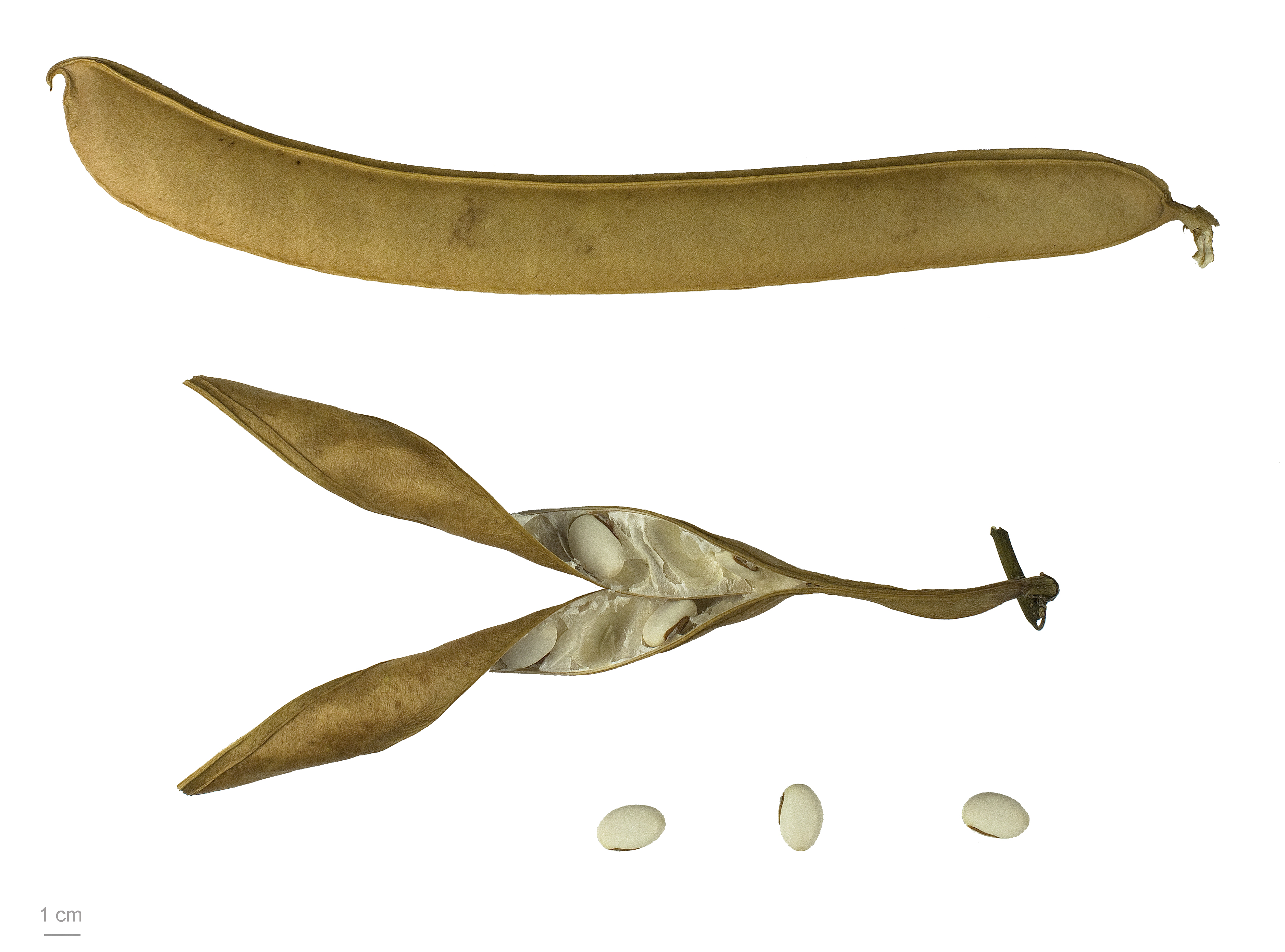
莢と種子

タチナタマメ（立鉈豆）はマメ亜科の一年草。ヨウナタマメ（洋刀豆）とも呼ばれる。西インド諸島原産。学名はCanavalia ensiformis。英語名はJack-bean。飼料や人間の食料として利用される。ブラジルではfeijão-de-porco（ブタの豆）と呼ばれる。

## 概要
ナタマメに形状はよく似るが、タチナタマメは半つる性の植物で、高さが1m-2mくらいにまで伸びる。同属のナタマメと比べて、茎が立つのでタチナタマメと呼ばれる。深い根を持ち、乾燥に強い。1mほど直立した後はつるによって伸びていく。葉は互生し光沢を持ち、複葉で葉柄は長く、3小葉からなる。葉腋から花枝を出し、ピンク色ないしは紅色から紫色の蝶形花を総状花序に10～50個つける。鞘は大きく、通常長さ20～30cmで大きなものでは36cmにもなり、幅2～2.5cmほど。果実は豆果となり、鞘の中には、8-20個の白色の種子が入る。種子の長さは約2cm。
Westphal (1974) は新世界に分布するタチナタマメ(C.ensiformis (L.) DC.)に関し、C.plagiospermus Piper と、旧世界に分布するナタマメ(C.gladiata (Jacq.) DC.) と同一種であるとする考えを示している。
『ジャックと豆の木』に登場する豆が本種であるとする説もあるが、『ジャックと豆の木』に登場するのは、樹高40mほどにもなる常緑高木のCatanospermum australe Beanyであり、本種とは異なるとする説もある。

### 起源
西インド諸島原産で、西インド諸島と中央アメリカで栽培化されたもので、メキシコの紀元前3000年の遺跡からも発見されている。

### 日本
日本へは、江戸時代初期に導入された近縁のナタマメよりもやや遅れて入ってきたと考えられている。日本での栽培は少なく、若い鞘は福神漬け、味噌漬け、糠漬けなどに利用される。

## 利用
若い鞘や未熟な種子は、野菜として使われるほか、茎葉は飼料、緑肥などに利用できる。ただし、家畜はあまり好まないという説もある

## 脚註
1. 1 2 3 4  “コトバンク - 日本大百科全書(ニッポニカ)の解説、世界大百科事典内のタチナタマメの言及”. 2018年8月11日閲覧。
2. 1 2 3 4  “農業生物資源ジーバンク タチナタマメ [Canavalia ensiformis (L.) DC.]”. 2018年8月11日閲覧。
3. ↑  “若さの秘密 - わかさ生活公式サイト”. 2018年8月27日閲覧。
4. ↑  “GKZ植物図鑑”. 2018年8月11日閲覧。